# Ravenea krociana
Ravenea krociana är en enhjärtbladig växtart som beskrevs av Henk Jaap Beentje. Ravenea krociana ingår i släktet Ravenea och familjen Arecaceae. IUCN kategoriserar arten globalt som starkt hotad. Inga underarter finns listade i Catalogue of Life.